# 普洛尼克数
在數學中，普洛尼克数（pronic number），也叫矩形数（oblong number），是两个连续非负整数积，即{\displaystyle n\times (n+1)}。第n个普洛尼克数都是n的三角形数的两倍。开头的几个普洛尼克数是：
0, 2, 6, 12, 20, 30, 42, 56, 72, 90, 110, 132, 156, 182, 210, 240, 272, 306, 342, 380, 420, 462, 506, 552, 600, 650, 702, 756, 812, 870, 930, 992, 1056, 1122, 1190, 1260, 1332, 1406, 1482, 1560, 1640, 1722, 1806, 1892, 1980, 2070, 2162, 2256, 2352, 2450, 2550, ...（OEIS數列A002378）

## 性質
- 普洛尼克数也可以表达成{\displaystyle n^{2}+n}。
- 对于第n个普洛尼克数也正好等于头n个偶数的和，也是第n个三角形数的两倍。[1]
- 普洛尼克数不可能是奇数，因為它必須為一偶數與奇數之積，而且是三角形数的两倍。[1]
- 普洛尼克数的數字根必為2、3、6、9。[註 1]
- 普洛尼克数的末位數只可能是0、2、6。[註 2]
- 除了0以外，普洛尼克數也不可能是平方數[註 3]。
- 除了0以外，普洛尼克數也不可能是次方數。[來源請求]
[查证请求][原創研究？]
- 除了6以外，普洛尼克數也不可能是完全數。[來源請求]
[查证请求][原創研究？]
- 一個非負整數是普洛尼克數，若且唯若此數的4倍加1是平方數。[註 4]
- 連續兩個普洛尼克數的平均是平方數。[註 5]
- 显然，2是唯一的一个素普洛尼克数，也是斐波那契数列中唯二的普洛尼克数（另一個是0）[2]。

## 特殊的普洛尼克數
- 同時為普洛尼克數及三角形數的數（不定方程{\displaystyle x(x+1)={\frac {y(y+1)}{2}}}）：最小的幾個為0, 6, 210, 7140, 242556, 8239770,……[3][4]，對應的{\displaystyle x}值分別為0, 2, 14, 84, 492, 2870,……（OEIS數列A053141），對應的{\displaystyle y}值分別為0, 3, 20, 119, 696, 4059,……（OEIS數列A001652）。